# Niels Bataille
Niels Bataille (10 juli 1995) is een Belgisch voetballer die sinds 2022 uitkomt voor KSV Bredene.

## Carrière
Bataille genoot zijn jeugdopleiding bij KV Oostende. In januari 2015 ruilde hij de beloftenploeg van KV Oostende in voor KVV Coxyde, dat toen in Derde klasse uitkwam. Op 25 januari 2015 maakte hij zijn officiële debuut voor de club in de competitiewedstrijd tegen KM Torhout. In zijn eerste halve seizoen bij Coxyde werd Bataille kampioen met de club. In mei 2015 werd zijn contract bij de kustclub met een jaar verlengd. Bataille begon het seizoen 2015/16 als titularis in Tweede klasse, maar op 23 september 2015 liep hij in de bekerwedstrijd tegen Standard Luik een zware blessure op die hem de rest van het seizoen kostte.
In de zomer van 2016 ruilde Bataille, die Coxyde naar Derde klasse had zien degraderen, zijn financieel noodlijdende club in voor kersvers eersteprovincialer KSKV Zwevezele. Twee jaar later beukte hij met Zwevezele de poorten naar het nationale voetbal open. In het seizoen 2018/19 dwong Bataille, die sinds 2017 door zijn vader Kurt gecoacht werd, met zijn club een tweede promotie op rij af.
In zijn derde seizoen op het vierde niveau – het quasi blanco seizoen 2020/21 incluis – raakte bekend dat Zwevezele zich na afloop van het seizoen zou terugtrekken uit het nationale voetbal. Bataille kon al snel rekenen op interesse van onder andere KSV Oostkamp en KM Torhout, maar in januari 2022 raakte al bekend dat de 26-jarige linkerflankspeler vanaf het seizoen 2022/23 zou uitkomen voor tweedeprovincialer KSV Bredene, waar zijn vader kort daarvoor trainer was geworden.
Bij Bredene deelde Bataille de kleedkamer met enkele voormalige profvoetballers: Xavier Luissint speelde sinds 2018 bij de kustclub, en in de zomer van 2022 streken ook Sébastien Siani en Bataille's neef Michiel Jonckheere neer in Bredene. In zijn debuutseizoen bij Bredene dwong Bataille zijn vierde promotie af.
In november 2024 werd Bataille na het vertrek van zijn vader naar KM Torhout bevorderd tot speler-trainer van KSV Bredene, weliswaar tot het einde van het kalenderjaar.

## Clubstatistieken
| Seizoen         | Club            | Land            | Competitie                  | Competitie | Competitie | Beker | Beker | Totaal | Totaal |
| Seizoen         | Club            | Land            | Competitie                  | Wed.       | Dlp.       | Wed.  | Dlp.  | Wed.   | Dlp.   |
| --------------- | --------------- | --------------- | --------------------------- | ---------- | ---------- | ----- | ----- | ------ | ------ |
| 2014/15         | KVV Coxyde      | Vlag van België | Derde klasse A              |            |            |       |       |        |        |
| 2015/16         | KVV Coxyde      | Vlag van België | Tweede klasse               |            |            |       |       |        |        |
| 2016/17         | KSKV Zwevezele  | Vlag van België | Eerste prov. W-Vl.          |            |            |       |       |        |        |
| 2017/18         | KSKV Zwevezele  | Vlag van België | Eerste prov. W-Vl.          |            |            |       |       |        |        |
| 2018/19         | KSKV Zwevezele  | Vlag van België | Derde klasse amateurs VV A  |            |            |       |       |        |        |
| 2019/20         | KSKV Zwevezele  | Vlag van België | Tweede klasse amateurs VV A |            |            |       |       |        |        |
| 2020/21         | KSKV Zwevezele  | Vlag van België | Tweede afdeling VV A        |            |            |       |       |        |        |
| 2021/22         | KSKV Zwevezele  | Vlag van België | Tweede afdeling VV A        |            |            |       |       |        |        |
| 2022/23         | KSV Bredene     | Vlag van België | Tweede prov. W.-Vl. B       |            |            |       |       |        |        |
| 2023/24         | KSV Bredene     | Vlag van België | Eerste prov. W-Vl.          |            |            |       |       |        |        |
| 2024/25         | KSV Bredene     | Vlag van België | Eerste prov. W-Vl.          |            |            |       |       |        |        |
| Carrière totaal | Carrière totaal | Carrière totaal | Carrière totaal             | 58         | 3          | 4     | 0     | 62     | 3      |

## Familie
- Bataille is de zoon van Kurt Bataille en de oudere broer van Jelle Bataille.[7][8]
- Bataille is een neef van Michiel Jonckheere, hun moeders zijn zussen.[8] De broer van de zussen, Hans Belligh, is eveneens een oud-profvoetballer.[8]